# Митерев, Юрий Владимирович
Юрий Владимирович Митерев (28 февраля 1975, Кишинёв — 27 июня 2012, Кишинёв) — молдавский футболист, занимает второе место в списке лучших бомбардиров чемпионата Молдавии по футболу за всю историю.

## Карьера

### Клубная
Воспитанник школы клуба «Зимбру». Начал карьеру игрока в возрасте 17 лет, в течение 10 лет выступал за «жёлто-зелёных». За всю карьеру провёл 249 игр в составе клуба и забил 129 мячей, отметившись в сезоне 1996/1997 девятью мячами в матче против «Аттилы» (Унгены) (15:1).
Летом 2002 года перешёл в одесский «Черноморец», где провёл 4 года. Сыграл 84 матча и забил 14 мячей. В июле 2006 года перешёл в луганскую «Зарю», но 5 октября клуб исключил его из своих рядов: по заявлению представителей команды, Митерев явился на тренировку в состоянии алкогольного опьянения. Вскоре выяснилось, что Митерев не употреблял алкоголь, а вся история была выдумана. Митерев подал на клуб в суд ФИФА, однако извинений от руководства не добился. Позднее играл в кишинёвской «Дачии». В августе 2007 года приехал в Россию в пятигорский клуб «Машук-КМВ», где и завершил свою карьеру, проведя всего две встречи.

### В сборной
С 1992 по 2005 годы провёл 36 игр за сборную и забил 8 мячей. Два гола в ворота сборной Грузии, забитые им в матче в 1995 году, принесли сборной Молдавии одну из самых громких побед со счётом 3:2.

## Стиль игры
Митерева сравнивали с разными форвардами, в том числе с Гердом Мюллером. Митерева характеризовали как «форварда-трудягу», который способен оказаться в нужное время в нужном месте. Он был не слишком высокого роста, но по комплекции довольно плотным, в игре часто не давал противнику подобраться к мячу.
Обладал довольно большой физической силой и на тренировках зачастую мог подсадить себе на спину человека своего же веса (такого как Иван Тестимицану).

## Личная жизнь

### Семья
Жена Наталья, дочери Юлия и Ника.

### Болезнь и смерть
В 2010 году врачи поставили Митереву диагноз — хронический лейкоз. Болезнь была выявлена на ранней стадии, Митереву стали собирать средства на лечение. Ввиду редкой группы крови, было необходимо провести срочную операцию в Израиле. Средства собирали по клубам и сборной Молдавии, однако врачи не успели провести операцию: за три месяца до кончины Митерев впал в кому. 27 июня 2012 умер в 37-летнем возрасте. С того момента, как Митерев попал в больницу, он не показывался на публике. Однако, по воспоминаниям близких, до самой смерти он не проявлял признаков отчаяния и верил в своё выздоровление.
Прощание с Митеревым прошло 30 июня в Кишинёвском дворце культуры железнодорожников. В тот же день состоялись похороны.

## Достижения
- Чемпион Молдавии (8): 1992, 1993, 1994, 1995, 1996, 1998, 1999, 2000
- Победитель Кубка Молдавии (2): 1997, 1998